# Adele
Adele Laurie Blue Adkins, znana kot le Adele, angleška pevka, * 5. maj 1988, Tottenham, Anglija, Združeno kraljestvo.

## Mladost
Adele se je rodila najstniški materi Penny Adkins in očetu Marku Evansu. Ko je bila Adele stara 2 leti, ju je oče zapustil, tako je takrat 20-letna mati postala samohranilka. Adele je začela peti pri 4 letih, oboževala je Spice Girls. Pri 16 letih je napisala prvo pesem z naslovom »Hometown Glory«. Na njem poje o Tottenhamu. Prav tako ji je veliko slavo prinesla tudi uspešnica ‘Hello’, ki jo je izdala oktobra leta 2015 in je obnorela svet s kar dvema milijardama ogledov. Še tri leta pred tem pa je rodila sina, ki nosi ime Angelo Adkins.

## Diskografija
- 19 (2008)
- 21 (2011)
- 25 (2015)
- 30 (2021)